# Levy Rozman
Levy Rozman (született 1995. december 5-én), online nevén GothamChess amerikai nemzetközi sakkmester és kommentátor. Tartalmat készít a Twitch és a YouTube online platformokon.

## Korai évei
Rozman 1995. december 5-én született Brooklynban. New Yorkban és New Jerseyben élt. Orosz bevándorlók gyermekeként oroszul nőtt fel, és csak az óvodában kezdett el angolul tanulni. Hatéves korában kezdett el sakkozni iskolán kívüli tevékenységként, és hétéves korában indult az első versenyén. 2011-ben Rozman az Amerikai Sakkszövetségen keresztül nemzetközi mesteri, 2016-ban FIDE-mester, 2018-ban pedig nemzetközi mester címet szerzett. Rozman 2014-ben kezdett el iskolai sakkedzőként dolgozni.
Rozman a Baruch Főiskolára járt, ahol 2017-ben statisztikából és kvantitatív modellezésből szerzett alapdiplomát. Mielőtt főállásban a sakkozásra összpontosított volna, ügyfélszolgálati munkatársként dolgozott a UBS Wealth Managementnél.

## Online karrierje
Rozman egy Twitch streamer és YouTuber. 2023. március 2-án több mint 3 millió feliratkozóval a YouTube legtöbb feliratkozóval rendelkező sakkcsatornája volt; emellett jelenleg ő rendelkezik a legmagasabb összesített nézettséggel a sakkozással foglalkozó csatornák közül, több mint egymilliárd megtekintéssel, és ő az első sakkcsatorna, aki ezt elérte. Rozman szorosan együttműködik a Chess.com-mal, és 2017 óta része a streaming partnerségüknek. Rozman rendszeres kommentátora a platformnak, és olyan versenyeket elemez, mint a PogChamps és a 2020-as jelöltek versenye.
Sok más online sakkozóhoz hasonlóan Rozman is megtapasztalta a nézettség növekedését a COVID-19 járvány idején, különösen A vezércsel című televíziós minisorozat megjelenése után. 2022 novemberéig Rozman YouTube-csatornájának össznézettsége meghaladta a félmilliárdot, és 98 olyan videója van, amely egymilliós nézettséget ért el. Alig 3 hónap leforgása alatt, 2022 decemberétől kezdődően Rozman újabb nézettségi hullámot élt át, és átlépte az egymilliárdos nézettséget, beleértve 185 egymillió vagy annál nagyobb nézettségű videót. Csak összehasonlításképpen: a 2022 decemberét megelőző évben a Rozman átlagosan 20 millió megtekintést ért el, de ez az átlag havi 155 millióra emelkedett, beleértve egy olyan hónapot, amikor több mint 200 millió új megtekintés volt.
Ami a videóinak tartalmát illeti, tipikus példák a következő videók: egy tanító jellegű megnyitási áttekintés, ahol megvitatja, hogyan kell nyitásokat játszani, például a Vezércselt, vagy egy videó, ahol Beth Harmon botja ellen játszik a Chess.com-on. A vezércsel minisorozatban játszott játszmákról mélyreható magyarázatokat készített. Más gyakori videókoncepciók közé tartozik az alacsony értékelésű nézők játszmáinak elemzése, egészen a nagymesteri szintű játszmákig (különösen olyan játékosoké, mint Magnus Carlsen és Hikaru Nakamura) és azon túl, beleértve az olyan sakkmotorokat is, mint a Stockfish vagy az AlphaZero. Rozman YouTube-csatornája 2021. június 1-jén érte el az 1 millió feliratkozót.
Rozman 2021 márciusában került be a nemzetközi hírekbe, amikor legyőzte a Dewa_Kipas, azaz a "szurkolók istene" becenevű indonéz sakkozót. Rozman gyanította, hogy ellenfele csal, és feljelentette ellenfele fiókját a Chess.com Fair Play Teamnek. Dewa_Kipas fiókját később csalás miatt zárolták, ami az indonéz netezők visszatetszését váltotta ki, és Rozmant zaklatták a közösségi médiában. Rozman később elzárkózott a közösségi médiafiókjaitól, és rövid szünetet tartott a streaminggel.
2022. július 11-én Rozman bejelentette, hogy fizikai és mentális stressz miatt visszavonul a versenyszerű sakktól.

## Alapítványa
2021. október 14-én Rozman létrehozta a Levy Rozman Ösztöndíj Alapítványt, amelyen keresztül 100 000 dollárt adományoz az általános, közép- és középiskolai sakkprogramoknak. Az alapot a ChessKid, a Chess.com leányvállalata kezeli, és az iskolák 5000 és 15 000 dollár közötti összeget kaphatnak az edzések, versenyek díjainak és utazási költségeinek fedezésére.

## Díjak és jelölések
| Év   | Ünnepség            | Kategória             | Eredmény | Hivatkozás |
| ---- | ------------------- | --------------------- | -------- | ---------- |
| 2022 | The Streamer Awards | Legjobb Sakk Streamer | Jelölve  | [ 28 ]     |
| 2023 | The Streamer Awards | Legjobb Sakk Streamer | Elnyerte | [ 29 ]     |

## Fordítás
Ez a szócikk részben vagy egészben  a   Levy Rozman című angol Wikipédia-szócikk ezen változatának fordításán alapul.  Az eredeti cikk szerkesztőit annak laptörténete sorolja fel. Ez a jelzés csupán a megfogalmazás eredetét és a szerzői jogokat jelzi, nem szolgál a cikkben szereplő információk forrásmegjelöléseként.